# 李尼希米
李尼希米（2002年3月30日—），台灣男子排球員，位置為主攻手，現效力於中原大學排球隊及企業排球聯賽桃園臺產隼鷹排球隊。雙親是蓋亞那人，由於雙親因素而在台灣生長，並入籍中華民國。國中就讀於屏東縣立明正國民中學，三年級時助球隊贏得國中排球聯賽冠軍，個人獲得最佳邊線攻擊手及最有價值球員獎項。升上屏東縣私立屏榮高級中學後，期間個人獲得一次最有潛力球員與兩次最佳邊線攻擊手獎項，並在三年級助球隊贏得高中排球聯賽亞軍，以及入選2019年世界青年男子排球錦標賽中華台北U19代表隊。高中畢業後，進入了中原大學，代表校隊參加大專校院排球運動聯賽，同時也加入了以該校校隊為班底的企業排球聯賽桃園臺產隼鷹排球隊。

## 生平
李尼希米的父母是蓋亞那籍傳教士，2001年時赴台灣傳教，因而定居台灣，生養了李尼希米及其妹妹李貝兒，並且李尼希米於日後入籍中華民國。
李尼希米就讀勝利國小三年級時加入排球隊，從此走上排球之路。他國中則就讀於屏東縣立明正國民中學，並在三年級時隨隊闖進國中排球聯賽冠軍賽。他在冠軍賽上以近五成的攻擊成功率拿下全場最高的23分，明正國中直落三勝過對手，贏得睽違17年的冠軍，李尼希米獲得最佳邊線攻擊手及最有價值球員獎項。
李尼希米高中升學至屏東縣私立屏榮高級中學。在校期間，二年級隨隊獲得高中排球聯賽第四名，個人獲得最佳邊線攻擊手及最有潛力球員獎項。三年級則在高中排球聯賽四強賽，以全場最高的22分，助球隊睽違29年後再次晉級冠軍賽。接著，在冠軍賽李尼希米再得到全場最高的34分，惟終場屏榮高中以一比三敗陣，位居亞軍，賽後個人再獲最佳邊線攻擊手獎。李尼希米的高中生涯除排球聯賽有所斬獲外，他還入選了2019年世界青年男子排球錦標賽中華台北U19代表隊，該屆賽會中華台北位居第十六名。
高中畢業後，李尼希米考取了中原大學，同時也加入了以中原大學為班底的桃園臺產隼鷹排球隊，隨隊競逐企業排球聯賽。李尼希米在大學一年級代表中原大學參賽109學年度大專校院排球運動聯賽，隨隊獲得第四名，個人獲得最佳邊線攻擊球員榮譽。到了二年級時，李尼希米在季中飽受膝傷困擾，仍帶傷上陣率領中原大學闖進UVL決賽，贏得隊史首座冠軍，個人拿下全隊最多的27分，膺選為MVP。
贏得110年學年度UVL冠軍後，李尼希米為了治療膝傷，缺席了企業排球聯賽上半季，直到111學年度UVL公開一級複賽復出，並成功連霸UVL，也獲選最佳邊線攻擊球員。

## 外部連結
- 李尼希米的Instagram帳戶